# 8. zongoraverseny (Mozart)
Wolfgang Amadeus Mozart 8., C-dúr zongoraversenye a 246-os Köchel-jegyzékszámot viseli, a köztudatban mint „Lützow-koncert” szerepel.

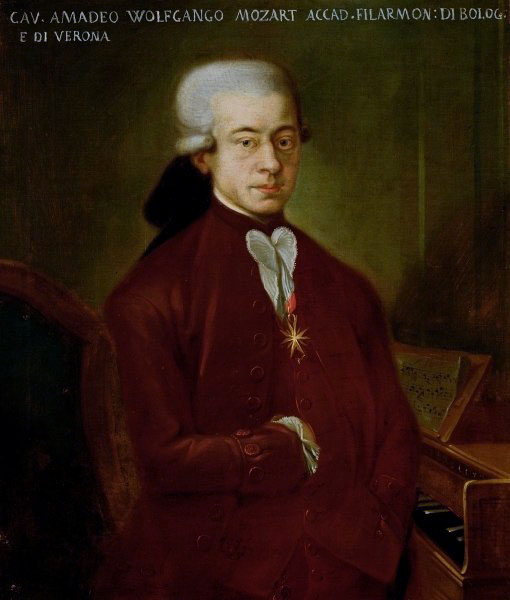

## Keletkezése, története
A  szerző a művet 1776 áprilisában, Salzburgban írta. Mozart egy levelében „Lützow-koncert”nek nevezi ezt a művét. Lützow gróf Hohensalzburg várának parancsnoka, felesége zenekedvelő és hihetőleg Leopold Mozart tanítványa volt. Mozart valószínűleg neki szánta ezt a versenyművét.

## Szerkezete, jellemzői
Tételei:
1. Allegro aperto
2. Andante
3. Tempo di Menuetto

## Ismertség, előadási gyakoriság
Hangversenyen, hanglemezen, vagy elektronikus médiákban viszonylag ritkán hallgatható darab. 2006-ban, a Mozart-év kapcsán a Bartók Rádió Mozart összes művét bemutató sorozatában volt hallható.